# Luigi Malafronte
Luigi Malafronte (Pompei, 2 dicembre 1978) è un ex calciatore italiano, di ruolo difensore.

## Biografia
Ha un figlio, Giovanni (nato nel 2008), che ha intrapreso la carriera da calciatore, giocando nei settori giovanili di Napoli e Roma.

## Carriera
Conta 10 presenze in Serie A con il Napoli e presenze in Serie B sempre con Napoli e Palermo.
Nel mercato di riparazione invernale della stagione 2009-2010 è stato ingaggiato dal Pisticci, squadra lucana che milita in Serie D, arrivando a disputare i play-out vincendoli contro il Bitonto.

## Palmarès

### Club

#### Competizioni giovanili
- Coppa Italia Primavera: 1

Napoli: 1996-1997